# 구범모
구범모(具範謨, 1934년 1월 7일 ~ )는 대한민국의 정치학자이다. 제9·10대 국회의원을 지냈다. 종교는 불교이다.
본관은 능성이다.

## 학력
- 서울대학교 문리대 정치학과 학사
- 서울대학교 대학원 정치학 석사
- 미국 코넬 대학교 대학원 정치학 석사 수료

## 약력
- 서울대학교 문리대 교수
- 정부시책평가교수
- 고시위원
- 한국정신문화연구원 교수, 연구부장, 대학원장, 명예교수
- 1973년 ~ 1979년 : 제9대 국회의원 (유신정우회)
- 1979년 ~ 1980년 : 제10대 국회의원 (민주공화당)
- 남북적십자회담 자문위원
- 경남대학교 북한대학원 초빙교수
- 민족중흥회 상임고문

## 역대 선거 결과
|  | 0% |

|  | 32.00% |